# Municipio de Ray (Dakota del Norte)
El municipio de Ray (en inglés: Ray Township) es un municipio ubicado en el condado de LaMoure en el estado estadounidense de Dakota del Norte. En el año 2010 tenía una población de 42 habitantes y una densidad poblacional de 0,45 personas por km².

## Geografía
El municipio de Ray se encuentra ubicado en las coordenadas 46°25′3″N 98°50′27″O / 46.41750, -98.84083. Según la Oficina del Censo de los Estados Unidos, el municipio tiene una superficie total de 93.15 km², de la cual 93,15 km² corresponden a tierra firme y (0 %) 0 km² es agua.

## Demografía
Según el censo de 2010, había 42 personas residiendo en el municipio de Ray. La densidad de población era de 0,45 hab./km². De los 42 habitantes, el municipio de Ray estaba compuesto por el 85,71 % blancos, el 2,38 % eran asiáticos y el 11,9 % eran de una mezcla de razas. Del total de la población el 0 % eran hispanos o latinos de cualquier raza.